# Stephan Elliott
Stephan Elliott (ur. 27 sierpnia 1964 w Sydney) – australijski reżyser i scenarzysta filmowy.

## Życiorys
Karierę rozpoczął w latach 80. jako asystent reżysera. Jego największy sukces to queerowa komedia Priscilla, królowa pustyni (1994), wyróżniona Oscarem za najlepsze kostiumy. Później Elliott wyreżyserował w Wielkiej Brytanii adaptację sztuki Noëla Cowarda Wojna domowa (2008) z Colinem Firthem i Kristin Scott Thomas w rolach głównych.
W 2012 przyznał publicznie, że jest orientacji homoseksualnej. Od końca lat 80. jest w związku ze swoim partnerem Wilem Bevolleyem. W 2008 para zawarła oficjalnie związek małżeński w Londynie.

## Filmografia
- Spryciarz (1993)
- Priscilla, królowa pustyni (1994)
- Witajcie w krainie Woop Woop (1997)
- Oko obserwatora (1999)
- Wojna domowa (2008)
- Kochanie, poznaj moich kumpli (2011)
- Swinging Safari (2018)